# L'adolescente in una società primitiva
L'adolescente in una società primitiva. Uno studio psicologico della gioventù primitiva ad uso della società occidentale (Coming of Age in Samoa: A Psychological Study of Primitive Youth for Western Civilization), tradotto anche come L'adolescenza in Samoa, è un saggio antropologico pubblicato da Margaret Mead nel 1928.
Il saggio sintetizza i risultati delle ricerche dell'autrice nelle Samoa americane e ottenne fin da subito un grande successo, diventando uno dei libri di antropologia più letti del Novecento.
Il libro ebbe cinque successive edizioni nel corso degli anni e venne accolto positivamente dalle istituzioni accademiche statunitensi e da diversi esponenti del Relativismo culturale. In seguito subì critiche e tentativi di smentita, in particolare dall'antropologo neozelandese Derek Freeman, il quale accusò l'autrice di essersi fatta ingannare dalle donne del villaggio, realizzando un'opera fallace.
Il libro ebbe successo anche in Europa, con numerose edizioni e traduzioni. La prima traduzione in italiano è del 1954.

## Contenuto

### Presentazione
Il libro inizia con una pagina di presentazione scritta dall'antropologo Franz Boas. Boas sottolinea come le descrizioni dei suoi contemporanei riguardanti i popoli primitivi abbiano  dato un quadro definito della loro organizzazione familiare, politica e religiosa, ma come esso non sia bastato a spiegare l'origine degli atteggiamenti mentali dell’individuo. È stata posta infatti poca attenzione alla sua vita personale, ai suoi conflitti e alle sue amicizie. Boas, al contrario, sostiene che una maggiore conoscenza del modo in cui la personalità reagisce alla cultura sia fondamentale per confutare la tesi secondo la quale i modelli comportamentali ed etici siano universali e comuni a tutti i popoli del pianeta.
Le problematiche dell'infanzia e dell'adolescenza erano appunto considerate dai contemporanei come inevitabili periodi di adattamento, a cui ciascun individuo deve sottoporsi e che deve cercare di superare. Franz Boas ringrazia quindi Margaret Mead per aver dimostrato, attraverso la sua ricerca, che la natura umana non ha attributi innati ma è una reazione ai vincoli imposti dalla società.

### Introduzione
"In questo libro descrivo la vita di queste fanciulle, quella delle loro sorelle minori, che saranno presto adolescenti, quella dei loro fratelli, quelle madri e quei padri il cui atteggiamento verso la vita determina quello dei figli."

La scrittrice introduce il libro descrivendo come nel corso degli anni l'interesse nei riguardi dell'infanzia e dell'adolescenza abbia coinvolto sempre più studiosi e insegnanti, impegnandoli a comprendere lo sviluppo psicologico del bambino.
Negli Stati Uniti, l'attenzione posta sulle problematiche giovanili risultava maggiore a causa della natura eterogenea della popolazione, profondamente divisa a seconda del credo religioso, dell'etnia e del reddito. Durante gli anni venti nacquero opere sull'adolescenza come quella di Stanley Hall. Da tali opere si originò un filone di pensiero che reputava questo periodo della vita come inevitabilmente caratterizzato da difficoltà, ribellione verso l'autorità e ascesa dei primi tratti idealistici.
Mead dunque osserva la popolazione samoana nel loro stesso ambiente sociale, ne descrive l'intero arco vitale e i problemi che dovrà risolvere, analizzando il processo educativo mediante il quale il bambino diventa un membro adulto della comunità, fornisce quindi una risposta al quesito se le contrarietà che affliggono i giovani americani abbiano origine dall'adolescenza per sé stessa o se siano causate dalla civilizzazione. Il libro ha il chiaro intento di trasmettere al lettore il contrasto fra l'educazione samoana e quella statunitense, auspicando un rinnovamento di quest'ultima.

### L'educazione dei primi anni
Nella società samoana la nascita di un bambino non comporta grandi celebrazioni, con l'esclusione delle famiglie benestanti, che celebrano l'avvento del nascituro con feste sontuose. Ogni famiglia celebra invece il periodo antecedente il parto: quella del marito dona abbondanti ceste di cibo, mentre i parenti della moglie provvedono al ricamo di corredini e vestiti realizzati in tela di scorza di gelso.
La tradizione vuole che la nascita avvenga nel villaggio della madre. Se questa abita nel villaggio del marito, deve tornare per l'occasione nel suo luogo natale. È infatti ritenuto importante che nel momento della nascita le nonne e le zie siano presenti per prendersi cura del neonato.
Il bambino non acquisterà importanza fino ai cinque anni, età in cui verrà introdotto ai compiti casalinghi e alle prime regole di convivenza. Col tempo gli sarà affidato un bimbo più piccolo di cui prendersi cura; ciò per garantire una maggiore acquisizione di responsabilità da parte del bambino.
La bambina samoana a sette anni ha una chiara conoscenza di tutte le cose che devono essere evitate, procura modeste quantità di cibo, ha imparato una gran quantità di giochi collettivi e canzoni ed è in grado di svolgere piccole mansioni domestiche.
Fin dall'infanzia i bambini di sesso opposto dovranno osservare rigide norme di comportamento nei loro rapporti. A partire dai dieci anni di età questa separazione comprenderà molteplici divieti: non potranno né toccarsi né mangiare insieme, sarà vietata la partecipazione ad attività di gruppo, non potranno scambiarsi oggetti né passeggiare in coppia e non dovranno mai stare insieme in una casa diversa dalla loro. Questo tabù origina dal sentimento di vergogna provato dai bambini quando sono toccati dai più anziani e può durare sino alla vecchiaia.
La famiglia affida alle bambine un piccolo di cui prendersi cura, un compito che col tempo diverrà primario. Tuttavia le piccole bambinaie hanno più interesse ad esser lasciate in pace che a formare il carattere degli allievi e, quando un bambino inizia ad urlare, non si curano di farlo smettere bensì lo allontanano dagli adulti, in modo che non sentano.
Margaret Mead sostiene che il concetto di cooperazione non venga trasmesso alle ragazze; questa mancanza traspare specialmente durante le attività di gruppo coi coetanei.

Accade spesso in una famiglia samoana che i capricci dei bambini siano tollerati in misura maggiore rispetto a quelli delle loro sorelline. Questo genera nelle bambine un senso di responsabilità individuale che le porta a voler rendersi utili.
"Dove le bambine sono bruscamente messe da parte, i bambini sono tollerati. E loro, per questo, si sforzano di rendersi utili".
Raggiunti i quattordici anni, le cure domestiche acquistano un'importanza e una difficoltà maggiore e sono volte ad introdurre la ragazza nella comunità delle donne adulte. La famiglia è dunque costretta a passare la responsabilità dei bambini a ragazze più giovani, mentre l'adolescente è esonerata dal ruolo di bambinaia.
Per il ragazzo, l'adolescenza rappresenta il momento di ingresso nell'Aumaga, la società dei giovani e degli uomini maturi, il gruppo che costituisce la forza del villaggio. Quest'associazione rappresenta l'esperienza formativa del giovane, il quale attraverso l'emulazione del comportamento adulto, impara a svolgere uno o più mestieri e ad accrescere lo sviluppo del suo villaggio.

La vita del ragazzo non è esente da rivalità ed egli dovrà sempre competere con gli altri membri dell'Aumaga durante le attività di gruppo.
"I compagni mettono in ridicolo e perseguitano il ragazzo che rimane assente mentre si svolge qualche attività di gruppo, come lavorare per il villaggio alle piantagioni, pescare, cucinare per i capi."

### Famiglia samoana
Il termine usato per descrivere ogni legame di parentela, sia esso di sangue, matrimonio o adozione, è aiga. Ogni villaggio samoano presenta dai trenta ai quaranta nuclei familiari, ognuno dei quali fa riferimento a un matai come il responsabile della famiglia.
La famiglia samoana, in alcuni casi, può arrivare a venti membri per nucleo familiare; essi, pur non essendo parenti fra loro, sono tutti legati alla figura del matai da vincoli di sangue, matrimoni o adozioni.
I membri del nucleo familiare formano gruppi di tre o quattro elementi, ed è fondamentale che abitino in case separate ma collocate nel medesimo villaggio. Il trasferimento permanente in un altro villaggio da parte di un familiare o un gruppo è punito con l’esclusione dal parentado.
Nella comunità samoana il fattore che determina l'autorità all'interno della famiglia è dato dall'età dell'individuo ancor più che dal suo grado di parentela. Il bambino più piccolo è sottoposto a tutti i membri della famiglia, sino a quando non si aggiungerà un cugino o un altro figlio più piccolo di lui. Anche i membri di famiglie differenti esercitano un'influenza sul bambino; non sono rare infatti le ammonizioni da parte del gruppo degli anziani.
Essendo la presenza dei parenti una costante nell'arcipelago delle Samoa, è frequente che i bambini si imbattano in un cugino più grande o in un adulto, che prontamente affida loro qualche compito. Alla fine queste commissioni sono ricompensate dalla possibilità di esplorare l'isola in totale sicurezza, trovando nelle figure di riferimento, famiglia e comunità, un aiuto in caso di difficoltà.
Il legame familiare è molto forte, tanto da garantire a ogni membro della famiglia un sostentamento economico, alimentare o abitativo a seconda delle necessità. Un membro della famiglia che si rifiuti di offrire il suo aiuto sarà considerato estremamente avaro e privo di benevolenza umana, il sentimento più apprezzato dai samoani.

### Ruoli e organizzazione sociale
Il ruolo di matai è certamente il più prestigioso all'interno d'una famiglia. Egli infatti sorveglia il lavoro nei  campi e distribuisce i beni alimentari, gestisce le fasi più importanti della lavorazione degli alimenti e generalmente esercita un potere reale sugli altri membri della famiglia.
"Se il padre di una ragazzina è un matai, il matai della casa in cui vive, essa non potrà appellarsi contro la sua autorità. Ma se qualche altro membro della famiglia è il matai, questi e sua moglie possono proteggerla dalle eccessive esigenze paterne."
Il pesante lavoro agricolo invece ricade sulle donne, alle quali spetta il compito di raccogliere, trattare e trasportare i beni agricoli.
Nella società samoana, le donne occupano posizioni stabilite e possono avvalersi di diversi diritti. Uno fra questi è il diritto di veto sulla vendita di terra e altri importanti affari familiari. Nell'eventualità che un uomo si ammali, la sorella deve giurare per prima di non aver desiderato il suo male in quanto la collera femminile ha un forte potere malefico. Alla morte del marito, la zia paterna ha il compito di preparare il corpo per la sepoltura.
La conoscenza delle piante e il loro trattamento, con cui ricavare tessuti e stuoie, è appannaggio delle donne. La pesca è una delle prime attività intraprese dalle ragazze. Viene praticata sulle scogliere e mai sulle canoe e fornisce al villaggio un sufficiente quantitativo di crostacei e molluschi. Si evince dunque un ruolo attivo della donna nei diversi ambiti familiari quali l'amministrazione della casa e questioni economiche.
Al compimento dei sedici anni, la ragazza può esser nominata taupo (principessa) da un capo famiglia. Questo ruolo le conferisce un'aura di prestigio all'interno del villaggio, ma al costo di perdere ogni contatto con i parenti e le coetanee.
La taupo svolge diversi compiti: serve gli stranieri, fa loro il letto e prepara le bevande, intrattiene gli ospiti con balli e conosce tutte le usanze d'ogni villaggio dell'isola.
I giovani sono parte integrante della famiglia: a loro è affidata la preparazione dei pasti quotidiani, ponendo particolare attenzione ai piatti degli anziani. Trascorrono la loro infanzia e pubertà organizzandosi in gruppetti dediti alla pesca e ai giochi. Devono passare diversi anni perché possano diventare membri dell'Aumaga, un'associazione maschile composta da giovani e adulti. Quest'esperienza fornisce ai ragazzi la possibilità di formarsi tramite l'emulazione degli adulti.
Il mestiere ritenuto più prestigioso dagli isolani è quello del carpentiere, una professione redditizia e rispettata all'interno della comunità. I membri del villaggio devono rivolgersi a lui "col linguaggio del capo", cioè con una serie di parole onorifiche.
Chi fra i ragazzi avrà sufficiente ambizione, potrà aspirare al ruolo di matai, garantendosi così un posto nel Fono; una grande casa a pianta ovale ove ciascun membro occupa un posto stabilito in base al rango sociale. Rinunciare all'ingresso nell'Aumaga o al ruolo di matai condannerà il ragazzo a una vita servile, distante dagli oneri e onori che accompagneranno il capo famiglia o il capo oratore.

"Se il giovane fugge, non sarà mai fatto capo, ma dovrà stare seduto sempre fuori della casa con altri giovani per preparare e servire il cibo ai matai, con i quali non può sedere nel Fono."
Ai membri del Fono è assicurata la partecipazione alle decisioni amministrative del villaggio, avendo così occasione di instaurare rapporti con i membri più anziani; la posizione permette ai giovani di lavorare con gli anziani e di ed emanciparsi dai coetanei.

Lo stesso rango sociale non deriva dalla nascita ma dal titolo, il quale si divide in due gradi: capi e capi oratori. Il prestigio d'una famiglia dipende dal capo matai, mentre l'importanza d'un villaggio è data dal rango del suo capo oratore. Di seguito è riportata la testimonianza di un giovane capo della comunità samoana:
"Sono capo da soli quattro anni e, guardate, i miei capelli sono grigi, sebbene in Samoa i capelli grigi vengano molto tardi, non in gioventù, come succede all'uomo bianco. Ma devo sempre comportarmi come se fossi vecchio: devo camminare gravemente e con passo misurato; non posso danzare altro che in occasioni solenni; né posso prender parte ai giochi degli altri giovani. I miei compagni sono vecchi di sessanta anni e sorvegliano ogni mia parola, pronti a cogliermi in fallo. Ci sono trentun persone nella mia casa; devo pensare al loro avvenire, procurar loro cibo e vesti, conciliare le loro liti, combinare i loro matrimoni. Nessuno in tutta la mia famiglia osa rimproverarmi o anche soltanto chiamarmi per nome. È duro esser così giovane e capo."
L'Aumaga è divisa in settori: in quello destro siede il grande capo insieme ai consiglieri; sul davanti invece siedono i capi oratori, ai quali spetta accogliere i forestieri, accettare doni e fare discorsi; dietro la casa infine abitano i matai di basso rango. La successione dei titoli continua di generazione in generazione, mantenendo un posto fisso all'interno d'una più vasta struttura di titoli dell'arcipelago Samoa.
L'associazione delle donne prende il nome di Aulama, una versione meno formale dell'Aumaga. All'interno non vi è alcun tipo di lavoro né organizzazione. Mentre nel Fono i ragazzi imitano i comportamenti dei più anziani, nell'Aulama si ripone tutta l'attenzione sulla figura della taupo, la giovane principessa del villaggio.
Nell'anno della pubblicazione del libro, l'Aulama era già caduta in disuso in molte parti dell'isola, mentre l'Aumaga ha continuato a ricoprire un ruolo fondamentale all'interno della comunità samoana.

### Emozioni e comportamenti
Il temperamento dei samoani è descritto come pacato, volto a cercare un compromesso in quasi tutte le situazioni, tendente al rispetto formale fra qualsiasi individuo, senza distinzione di genere o rango. Chiunque dia prova di un atteggiamento fiasili, letteralmente "che desidera essere più in alto", è ritenuto un individuo invidioso del successo altrui e incapace d'ottener meriti.
La frase più temuta è tautala latiti: "si comporta al di sopra della sua età". È pronunciata dagli adulti quando riscontrino un eccesso d'ambizione e arroganza nei comportamenti del ragazzo. Perciò lo esortano ad assumere un comportamento più collaborativo nei confronti dei coetanei eventualmente rimasti indietro nel lavoro.
La società samoana infatti tende a voler uniformare le abilità di ciascuno dei suoi membri, aiutando chi ha più difficoltà ad apprendere. La spinta individuale non è premiata ma, anzi soppressa: l'esatto opposto dell'ideale self-made man imperante negli Stati Uniti d'America.
Per definire qualsiasi comportamento indisponente, conflittuale, irascibile o capriccioso, i samoani usano il termine musu. La reazione dei samoani nei confronti di questo stato d'animo è di passiva accettazione: sebbene non siano del tutto insensibili di fronte alle questioni personali, essi non attuano una vera ricerca delle cause di quest'atteggiamento.
Questa conflittualità può sorgere improvvisamente, anche se un abitante chiedesse il motivo di tale adombrarsi, riceverebbe una risposta vaga e priva di senso. Chi assiste all'alterco tuttavia non è mai interessato a stabilire chi abbia ragione o meno; piuttosto s'adopera per riportare la calma.
Accade in alcune occasioni che, se i rapporti tra parenti diventano troppo pesanti, si decida il trasferimento di uno d'essi in un'altra casa. Generalmente ciò accade alle ragazze nominate principesse del villaggio, stanche dei continui obblighi a cui adempiere.
I tratti personali sono qualificati con quattro termini: buono / cattivo, facile / difficile. Un uomo buono agirà facilmente e bene, un uomo cattivo difficilmente e male. La descrizione della persona, invece, segue un ordine prestabilito: sesso, età, rango, parentela, difetti, attività. Sono rari i commenti spontanei sulla personalità di un'altra persona.
Gli adolescenti ritenuti aggressivi e battaglieri sono criticati dai coetanei; nei rapporti fra i due sessi la preferenza è data ai ragazzi riservati, pacati e silenziosi.
Gli adulti sono particolarmente severi con gli sciocchi, i litigiosi e gli inaffidabili. I comportamenti consoni al fine d'una regolare vita in comunità devono seguire una linea moderata, operosa, generosa e pacifica.

### Età anziana
Superati i cinquant'anni, gli uomini dei villaggi si dedicano alla sorveglianza dell'abitazione, dispensano consigli ai bambini o al contrario, tacciono, gelosi del loro sapere. Il loro ruolo di matai all'interno del Fono assume un connotato più formale che effettivo ed è loro permesso bere il kava in compagnia degli altri capi.

"Un giovane matai dovrebbe sempre avere al fianco un uomo anziano che, anche se sordo e nell'impossibilità di udire tutto ciò che gli viene chiesto, può sempre insegnargli una quantità di cose."
Quando le condizioni fisiche di un uomo sono tali da impedirgli di insegnare gli aspetti pratici di un mestiere, egli si dedica all'insegnamento della parte teorica.
La vita delle donne si articola in modo più lineare e semplice. Il periodo della gravidanza è celebrato da numerosi doni ma da altrettanti tabù: la donna non deve passeggiare né sedere, né raccogliere cibarie, né mangiare sola, in quanto ogni attività svolta in solitudine è deleteria per il bambino. La donna a 55 anni termina di lavorare nei campi per dedicarsi interamente all'aspetto domestico, diventando con l'età la "padrona delle industrie casalinghe" e profonda conoscitrice delle piante utili alla realizzazione di tessuti.

### Culture a confronto
Il materiale raccolto da Margaret Mead permette di analizzare in cosa consista il processo dello sviluppo in una società differente da quella occidentale.
L'autrice reputa che l'adolescenza, in particolare quella femminile, generalmente non sia di per sé un periodo carico di tensione mentale e nervosa, né che porti conflitto e tensione. Si interroga dunque sull'origine delle inquietudini e delle tensioni presenti invece fra le adolescenti statunitensi, focalizzando l'attenzione sugli aspetti più caratteristici di ambedue le parti.

Il modo di concepire la vita nella società samoana è leggero e superficiale: nessuno lotta fino alla morte per un ideale o soffre per le proprie convinzioni. Queste popolazioni sembrano prive di problematiche socio-economiche e conflitti religiosi. In una società simile, dove vi è un'assenza di un sentimento profondo, la vita dell'adolescente risulta priva di scelte impegnative come poteva essere ad esempio nel Medioevo intraprendere la via monastica.

"Anche nelle relazioni personali tutto è preso leggermente; amore e odio, gelosia e vendetta, dolore e lutto sono un affare di settimane."
La società statunitense presenta al contrario molteplici confessioni religiose e concezioni diverse di moralità sessuale. Al tempo stesso il cinema, i libri e i giornali mostrano al giovane un'enorme quantità di violazioni d'ogni codice. Talvolta può accadere che un giovane nasca in una famiglia dove il padre è un imperialista presbiteriano sostenitore del libero mercato, mentre suo cognato può appartenere alla chiesa episcopale bassa ed è sostenitore dei diritti dello Stato.
La risposta fornita al quesito iniziale, cioè se l'adolescenza fosse universalmente un periodo caratterizzato da forti emozioni a carattere conflittuale trova risposta nella diversa natura delle due società. Il carattere dinamico ed eterogeneo della società moderna, con i suoi rapidi cambiamenti sociali e conflitti interni è la risposta alle tensioni emotive nei ragazzi, specialmente in quelli statunitensi, che si ritrovano a dover affrontare una vita caratterizzata da molteplici stimoli spesso in contrasto con quelli impartiti dalla famiglia. Queste problematiche sono assenti in una società primitiva, semplice e omogenea come quella samoana; di conseguenza i giovani attraversano il periodo dell'adolescenza con serenità.

## Accoglienza e controversia Mead-Freeman
L'adolescenza in Samoa conobbe una grande fortuna, divenendo ben presto un best seller e uno dei capisaldi del relativismo e del determinismo culturale, diffondendo nell'immaginario collettivo l'idea d'un mondo pacifico e ideale.
Nel 1983 tuttavia, l'antropologo neozelandese Derek Freeman pubblicò Margaret Mead in Samoa: the Making and Unmaking of an Anthropological Myth. Freeman aveva visitato le Samoa negli anni 1940 e 1960, inserendosi sin da subito nella vita politica e istituzionale grazie alla sua conoscenza dell'idioma locale. Nel suo libro emerge un quadro totalmente differente della comunità samoana: vengono narrate le severe punizioni inflitte ai bambini e il fanatismo religioso degli adulti e sottolineato come i samoani siano fortemente dediti alla competizione e agli scontri e come essi tendano a inibire ogni rapporto sessuale extra- e pre-coniugale.
Margaret Mead venne tacciata d'ingenuità: non conoscendo la lingua locale e avendo svolto le ricerche a soli 24 anni, non avrebbe potuto cogliere a pieno la natura della società samoana. Freeman inoltre sostiene che i samoani avessero spesso mentito alla giovane ricercatrice.
L'opera di Freeman non fu esente da critiche e trovò contro di sé l'intero establishment dell'antropologia accademica statunitense. L'autore fu accusato di aver dipinto negativamente la società samoana, fornendo un quadro sbilanciato e a scopo unicamente confutativo, avvalendosi dei mass media in un modo che a molti apparve anti-scientifico e feroce.
In conclusione le due etnografie apparvero rimandare a un dualismo secolare fra il buon selvaggio e il selvaggio cattivo, il bene e il male, la civiltà contro le barbarie, l'ottimismo progressista contro il pessimismo conservatore.

Il dibattito resta risolvibile. L'intellettuale samoano Lelei Lelaulu nel 1983 propose la sua soluzione: 
"Sembra che adesso noi Samoani dovremmo divenire noti al mondo come una nazione di maniaci sessuali, stupratori e suicidi; in questo caso preferivo molto la mia precedente reputazione di praticante di orge e del libero amore. Gli antropologi farebbero meglio a studiare le tensioni tribali e le nevrosi sessuali sull'isola dove vivo io adesso: Manhattan." 
Nel 1996 il drammaturgo David Williamson trasse dalla controversia un'opera teatrale intitolata Heretic. La storia è ambientata in un sogno di  Freeman, in cui appaiono tutte le persone da lui conosciute, inclusa Margaret Mead, le quali si divertono ad analizzare e giudicare la vita dello studioso neozelandese.

## Edizioni

### In italiano
In Italia la prima traduzione risale al 1954; la quinta, di Lisa Sarfatti e Gabriele Noferi, risale al 2017.
- Margaret Mead, L'adolescenza in Samoa, 5ª ed., Giunti Editore, 2017.